# Întors pe dos 2
Întors pe dos 2 (titlu original: în engleză Inside Out 2) este un film de animație american din 2024, produs de Pixar Animation Studios pentru Walt Disney Pictures. Este clasificat în genul coming-of-age, adică este un film de formare, axat pe maturizarea personajului principal. Continuarea lui Inside Out (2015), a fost regizat de Kelsey Mann (la debutul său regizoral) și produs de Mark Nielsen, după un scenariu scris de Meg LeFauve și Dave Holstein și o poveste concepută de Mann și LeFauve. Amy Poehler, Phyllis Smith, Lewis Black, Diane Lane și Kyle MacLachlan își reiau rolurile din primul film, iar Maya Hawke, Kensington Tallman, Liza Lapira (înlocuind-o pe Mindy Kaling), Tony Hale (înlocuindu-l pe Bill Hader), Ayo Edebiri, Lilimar, Grace Lu, Sumayyah Nuriddin-Green, Adèle Exarchopoulos și Paul Walter Hauser se alătură distribuției. Filmul spune povestea emoțiilor lui Riley, în timp ce li se alătură emoții noi care vor să preia controlul în capul acesteia.
Munca la Inside Out 2 a început în 2020, după ce Mann a văzut fotografii luate în ziua sa de naștere de-a lungul timpului. Filmul prezintă ideea de „cinci până la 27 de emoții” din primul film a directorului de creație Pixar, Pete Docter, idee pe care Mann i-a prezentat-o în timpul producției acestei pelicule pentru a clădi o „adevărată” lume (un întreg univers).
Inside Out 2 a avut premiera la Teatrul El Capitan din Los Angeles pe 10 iunie 2024 și a fost lansat în cinematografele din Statele Unite pe 14 iunie. Filmul a primit recenzii pozitive de la critici și a încasat 1,694 miliarde de dolari la nivel mondial, doborând mai multe recorduri la box-office, inclusiv devenind filmul de animație cu cele mai mari încasări din toate timpurile. De asemenea, a devenit filmul cu cele mai mari încasări din 2024 și al optulea film cu cele mai mari încasări din toate timpurile.